# جوي ديجاردان
جوي ديجاردان (16 فبراير 1996 في بلجيكا - ) هو لاعب كرة قدم بلجيكي في مركز الدفاع. شارك مع منتخب بلجيكا تحت 17 سنة لكرة القدم ومنتخب بلجيكا تحت 18 سنة لكرة القدم ومنتخب بلجيكا تحت 19 سنة لكرة القدم. أما مع النوادي، فقد لعب مع زولته فاريجيم ونادي لوكيرين.

## وصلات خارجية
- جوي ديجاردان على موقع الاتحاد البلجيكي (الإنجليزية)
- جوي ديجاردان على موقع قاعدة بيانات كرة القدم.إي يو (الإنجليزية)
- جوي ديجاردان على موقع Soccerway.com (الإنجليزية)